# Grobowiec Cecylii Metelli
Grobowiec Cecylii Metelli – monumentalny grobowiec córki Kwintusa Cecyliusza Metellusa Kreteńskiego i żony Marka Licyniusza Krassusa (syna triumwira Marka Krassusa), znajdujący się przy via Appia pod Rzymem.
Wzniesiona pod koniec I wieku p.n.e. budowla ma kształt cylindra o wysokości 11 m i średnicy 29,6 m, posadowionego na kwadratowej podstawie. Konstrukcję wykonano z betonu, z zewnątrz natomiast obłożono ją trawertynowymi płytami. Większość płyt z podstawy budowli została w ciągu wieków rozkradziona. Pierwotnie budowla zwieńczona była nieistniejącym obecnie stożkowatym dachem. Grobowiec ozdobiony jest fryzem z festonami i bukranionami – ornamentami w postaci byczych głów (stąd popularna nazwa Capo di bove). Od strony drogi umieszczono na ścianie marmurową płytę z inskrypcją pamiątkową. Wewnątrz budynku znajduje się okrągła komora grobowa, do której prowadzi długi korytarz z dwiema niszami po bokach.
W średniowieczu budowla pełniła funkcję fortecy, na szczycie dodano wówczas widoczne dzisiaj blanki. Obecnie mieści się w niej muzeum. Forma budowli była inspiracją m.in. dla wodozbioru w Łazienkach Królewskich i budynku kuchni w Królikarni.